# Dii Consentes

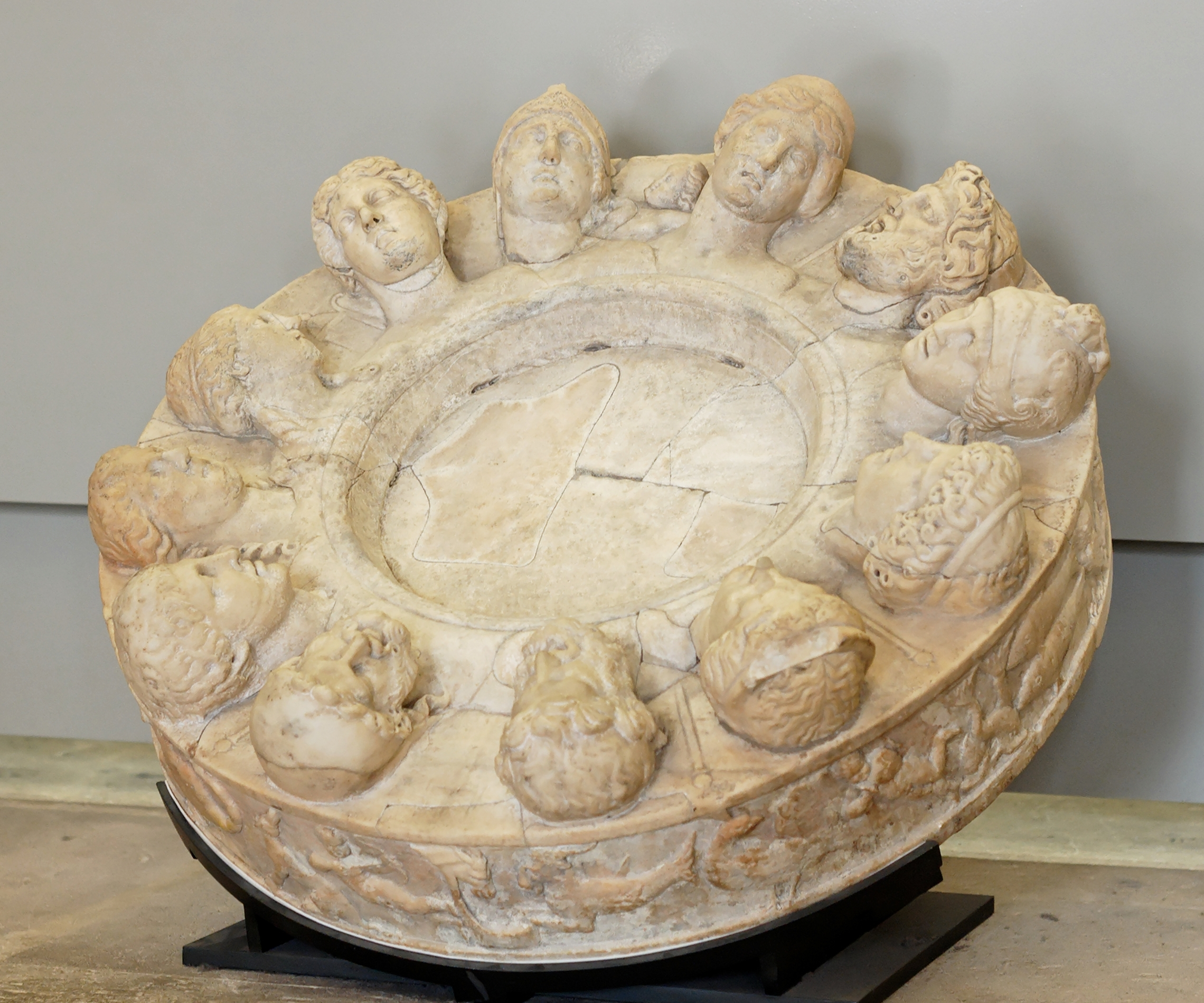
Els Dii Consentes en un altar de marbre trobat a Gabii, datat del, es desconeix amb quin ritual pot estar relacionat (Museu del Louvre, París)

Els Dii Consentes (o Dii Complices) eren les dotze divinitats més importants de la mitologia romana que, segons la tradició, formaven el consell celestial presidit per Júpiter. El grup estava format, a part del déu suprem, per Mart, Neptú, Apol·lo, Mercuri, Vulcà, Juno, Vesta, Minerva, Ceres, Venus i Diana.

## Significat del nom
El nom de consentes és un terme llatí en plural que es pot traduir per 'els qui estan junts' i que comparteix la mateixa arrel de les paraules llatines presentes i absentes. Indica que el culte que rebien s'adreçava, no a cada divinitat separadament, sinó a tot el grup, considerat com una mena d'individualitat celeste.
Al Fòrum Romà hi havia una estàtua daurada del conjunt diví, en el lloc anomenat Porticus Deorum Consentium, que era el pòrtic que flanquejava el carrer que pujava del Fòrum Romà fins al Capitoli.
La primera referència que hi ha de l'ús d'aquesta expressió és del poeta Enni, que va fer-ne la llista, segons ell traduint un poeta grec.
Titus Livi va organitzar-ne la llista per parelles: Júpiter i Juno, Neptú i Minerva, Mart i Venus, Apol·lo i Diana, Vulcà i Vesta, Mercuri i Ceres. Tres dels Dii Consentes formaven la Triada Capitolina: Júpiter, Juno i Minerva; eren els qui tenien el temple principal al turó Capitolí i els qui es consideraven més importats.

## Antecedents
El grup de les dotze deïtats té orígens més antics que la cultura romana o grega. L'agrupació grega podria tenir antecedents a Lícia, a la regió d'Anatòlia. Es coneix l'existència d'un grup de dotze déus hitites, tant per textos en escriptura cuneïforme com per representacions artístiques. Aquest grup hitita, a diferència dels grecs i dels romans, és un grup en què tots els membres són del gènere masculí i no presenten trets distintius. Al mercat de Xanthos (Lícia), hi havia cap a l'any 400 aC una àrea dedicada a les dotze divinitats.
Heròdot també feia esment d'un grup de dotze déus adorats pels egipcis, però aquesta dada encara no s'ha confirmat en textos egipcis. Es creu que el culte als Δωδεκάθεον (Dodekatheon, 'els dotze olímpics') data del segle vi aC i no va tenir precedents en el període micènic. La construcció del seu altar data del temps de l'arcont epònim del jove Pesistratos (522-521 aC). Cap al segle v aC hi ha testimonis del culte als dotze olímpics, a la ciutat d'Olímpia i a Hieron, una ciutat del Bòsfor.
La teoria de l'existència de dotze divinitats etrusques procedeix d'autors llatins de finals de l'Imperi romà, quan parlaven dels orígens grecs de la cultura etrusca, però els historiadors actuals agafen aquesta teoria amb escepticisme. Segons la descripció, eren consellers del déu etrusc Tínia; eren de nom anònim i tenien caràcter despietat. Arnobi el Vell deia que els etruscs tenien sis déus i sis deesses als qui anomenaven consentes i complices perquè havien sorgit i s'havien establert al cel junts i que aquests dotze actuaven com a consellers de Júpiter; aquesta era una explicació que implicava un vessant astronòmic de les divinitats.
La teoria etrusca en el seu conjunt depèn de l'afirmació, encara discutida, de si els etruscs eren un poble que havia emigrat d'Anatòlia i, en aquest cas, els dotze déus etruscs tindrien també els seus antecedents en els dotze hitites.